# Mionicterinis
Els mionicterinis (Myonycterini) són una tribu de ratpenats de la família dels pteropòdids. Les espècies d'aquest grup viuen exclusivament a l'Àfrica subsahariana. Com molts dels ratpenats que viuen a les regions tropicals, els mionicterinis s'alimenten principalment de fruita. Algunes espècies de mionicterinis estan amenaçades d'extinció. La tribu conté entre cinc i vuit espècies repartides en tres gèneres diferents.